# Брезница (Петровец)
Брезница (мкд. Брезница) је насеље у Северној Македонији, у северном делу државе. Брезница припада општини Петровец, која окупља источна предграђа Града Скопља.

## Географија
Брезница је смештена у северном делу Северне Македоније. Од најближег већег града, Скопља, насеље је удаљено 30 km источно.
Насеље Брезница је у оквиру историјске области Блатија, која се обухвата источни део Скопског поља. Насеље је смештено изнад поља, на западним падинама Градиштанске планине. Западно од насеља тече река Пчиња, која овде тече кроз Бадарску клисуру. Надморска висина насеља је приближно 550 метара.
Месна клима је континентална.

## Становништво
Брезница је према последњем попису из 2002. године имала 13 становника.
Претежно становништво у насељу су етнички Македонци (100%).
Већинска вероисповест је православље.